# チャウダー

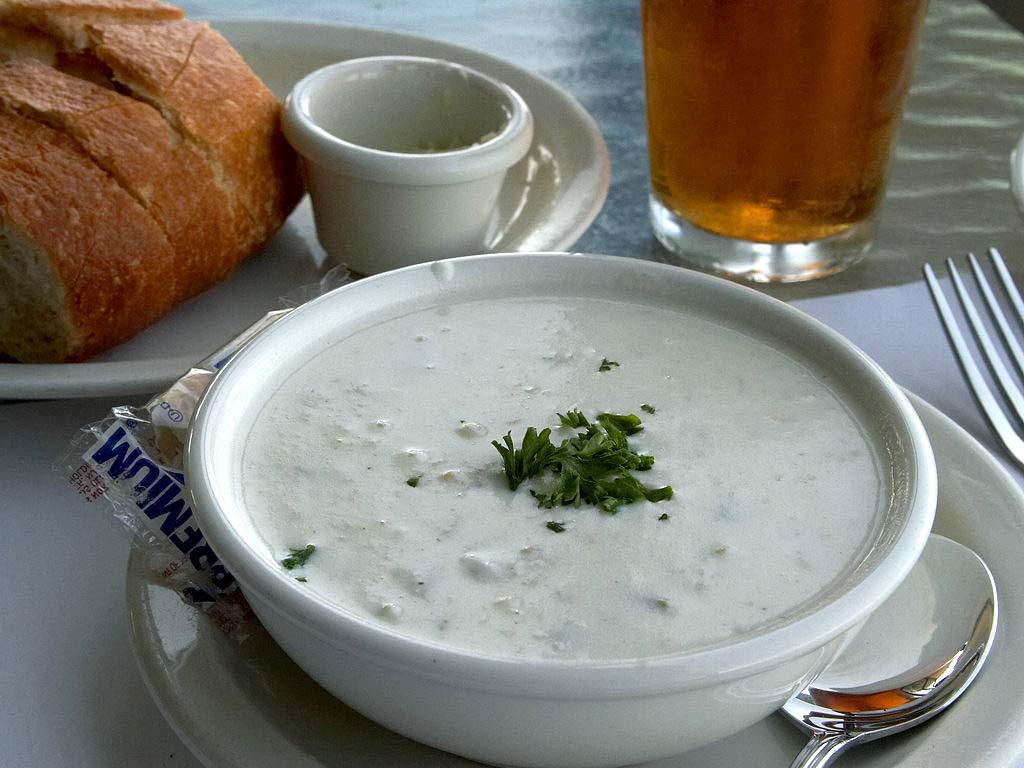
ニューイングランドクラムチャウダー。

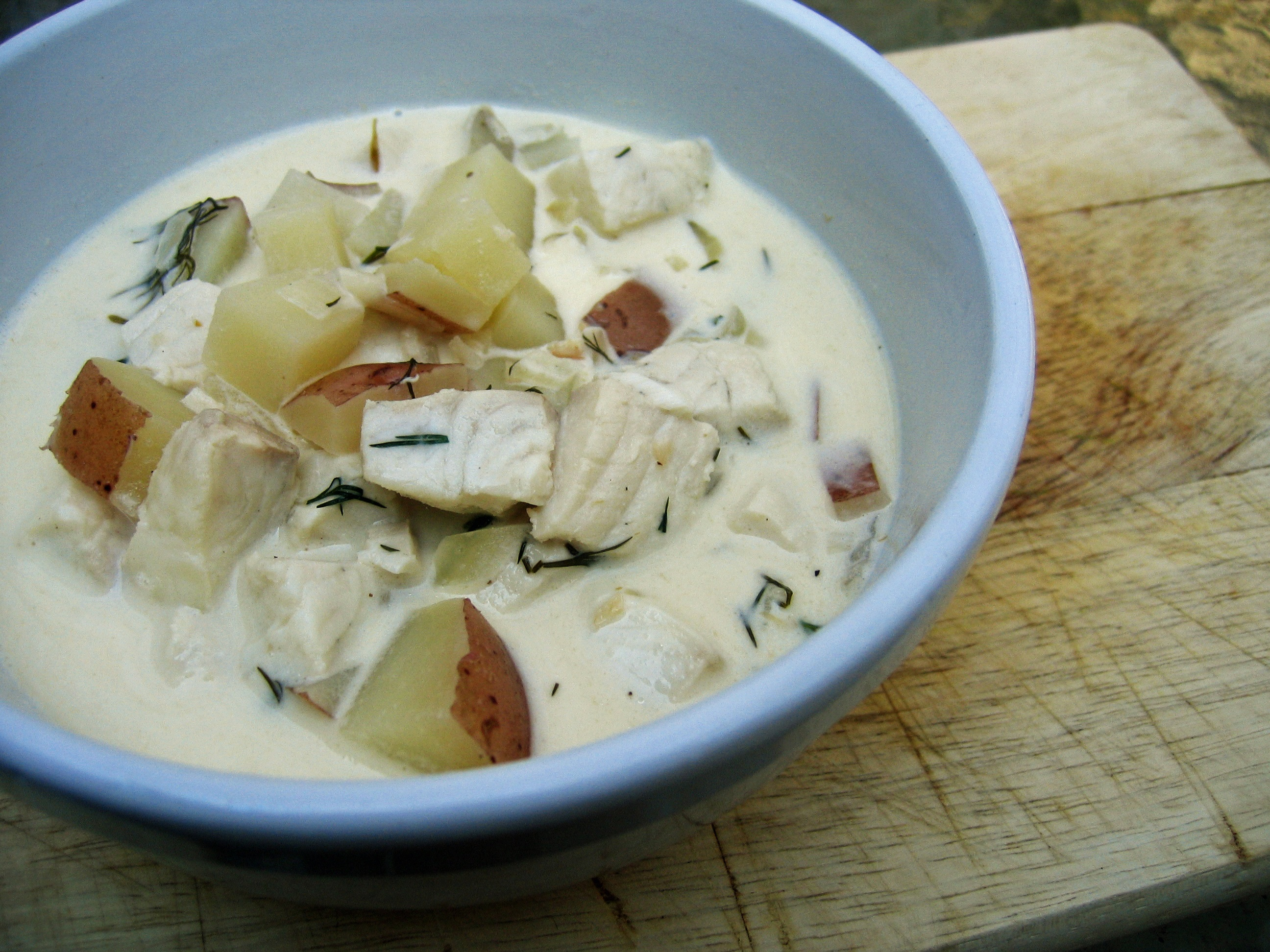
フィッシュチャウダー。

チャウダー（英：chowder）は、アメリカ合衆国のスープの一種。魚介類、じゃがいも、ベーコン、クリームなどを入れて煮込んだ具だくさんのスープ。アサリやハマグリなどの二枚貝（clam）を入れるとクラムチャウダー、白身魚を入れるとフィッシュチャウダー、スイートコーンを入れるとコーンチャウダー、ベイクドビーンズを入れるとビーンズチャウダーになる。
「チャウダー」という名称は、米語で食事を意味する俗語「チャウ "chow"」が元になったとする説や、フランス語で大鍋を意味する「ショーディエール "chaudière"」が元になったとする説がある。いずれにしろ、チャウダーはアメリカ合衆国で生まれた料理であるとされる。カナダのケベック州マドレーヌ諸島には、「チョード "Tchaude"」というスープがあり、これもチャウダーと関係があるとされる。
合衆国は多くの移民により成立した国であるため、一口にチャウダーと言っても、移民元の国によって具材や味付けが異なる。クラムチャウダーの例を見ると、イギリス移民が多かったボストン市などでは生クリームを多く使い（ニューイングランド風クラムチャウダー）、イタリア移民が多かったマンハッタンなどではトマトをよく使う（マンハッタン風クラムチャウダー）。